# Jon Pylypchuk
Pour les articles homonymes, voir Pylypchuk.
Jon Pylypchuk (né en 1972 est un peintre et sculpteur canadien, vivant et travaillant à Los Angeles.

## Biographie
Né à Winnipeg au Manitoba, Pylypchuk étudie en 1996 à l'école d'été de musique et d'art de l'Université Yale. En 1997 il obtient un baccalauréat en beaux-arts avec honneurs de l'Université du Manitoba et une maîtrise en beaux-arts de l'Université de Californie à Los Angeles  (UCLA) en 2001.
Son travail inclus la sculpture, la peinture et le dessin, dont une partie est réalisée sous le pseudonyme de Rudy Bust. Membre du collectif d'artistes The Royal Art Lodge (en) (1996-2008) fondé par plusieurs artistes provenant de Winnipeg, dont Marcel Dzama, il y demeure actif de la création du collectif jusqu'en 1998.
Pylypchuk expose ses œuvres à l'international en solo et avec le collectif Royal Art Lodge. Son travail est présenté dans plusieurs galeries et musées, dont le Museum of Contemporary Art (en) de Cleveland, au Museum of Contemporary Art (en) de Détroit, au Musée Hammer du UCLA, au Centre d'art et de technologie des médias de Karlsruhe en Allemagne, au Royal Academy de Londres, au musée de l'Ermitage de Saint-Pétersbourg et au Musée d'art contemporain de Montréal.
Pylypchuk ouvre avec des amis la galerie Grice Bench à Los Angeles en 2014.